# Пагер, Антал
А́нтал Па́гер (венг. Páger Antal; 29 января 1899, Макова, Австро-Венгрия, ныне Мако, Венгрия — 14 декабря 1986, Будапешт, Венгрия) — венгерский актёр театра и кино.

## Биография
Учился в Будапештском университете. С 1919 года выступал на театральной сцене. В кино дебютировал в 1932 году («Осуждает Балатон»). В 1944 году эмигрировал из Венгрии боясь преследования со стороны новой власти, успев к тому времени сняться в более чем в 60-ти фильмах, как правило комедиях. Жил в Аргентине, но уже в 1956 году возвращается на Родину, где в Будапеште работает в театре «Вигсинхаз».
Был женат дважды: на актрисе Юлии Комар (от брака 2 детей) и на Беа Силадьи.

## Избранная фильмография
- 1940 — Секретные переговоры / Zárt tárgyalás — Dr. Benedek Gábor ügyvéd
- 1941 — Янош Хари / Háry János — Янош Хари
- 1958 — Соляной столб / Sóbálvány — доктор Мохаи
- 1957 — Преступник неизвестен / A tettes ismeretlen — Миклоши
- 1959 — Вчера / Tegnap — Mácsay, volt foldbirtokos
- 1960 — По газонам ходить разрешается / Füre lépni szabad — Антал Кери
- 1962 — Потерянный рай / Elveszett paradicsom — Имре Шебок
- 1962 — Осенняя божья звезда / Isten öszi csillaga — Шандор Кирай
- 1964 — Жаворонок / Pacsirta — адвокат Вайкаи (в советском прокате «Любимый деспот»)
- 1965 — Страх / Iszony — Nelli apja
- 1965 — Двадцать часов / Húsz óra — председатель кооператива Йожка
- 1966 — После сезона / Utószezon — комендант
- 1967 — Этюд о женщинах / Tanulmány a nökröl — Балинт Гегуц
- 1969 — Добро пожаловать, господин майор! / Isten hozta örnagy úr — Tónay, plébános («Семья Тот»)
- 1972 — Кролики в раздевалке / Nyulak a ruhatárban — Apuka, Dávid Rudolf
- 1973 — На венгерской равнине / A magyar ugaron — Биро
- 1976 — Чёрные алмазы / Fekete gyémántok — Bondavári Tibald herceg
- 1979 — Истории недавнего прошлого / Két történet a félmúltból — («За кирпичной стеной», «Филемон и Бавкида»)
- 1980 — Цирк «Максим» / Circus maximus — профессор Мате

## Награды
- 1963 — Народный артист ВНР

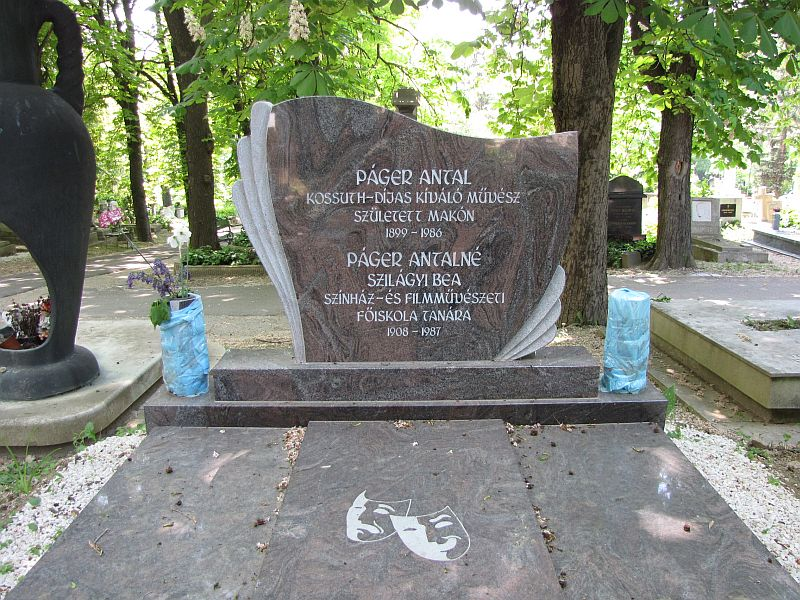
Могила Антала Пагера и Беа Силадьи на кладбище Фаркашрети в Будапеште

- 1963 — Приз за лучшую мужскую роль («Жаворонок»)
- 1965 — Премия имени Кошута
- 1965 — Премия имени Мари Ясаи